# Распределение Гомпертца
Закон смертности Гомпертца — Мейкхама (иногда просто Закон Гомпертца, Распределение Гомпертца) — статистическое распределение, которое описывает смертность человека и большинства многоплодных животных. Согласно закону Гомпертца — Мейкхама, смертность является суммой независимого от возраста компонента (члена Мейкхама) и компонента, зависимого от возраста (функция Гомпертца), который экспоненциально возрастает с возрастом и описывает старение организма. В защищённых средах, где внешние причины смерти отсутствуют (в лабораторных условиях, в зоопарках или для людей в развитых странах) независимый от возраста компонент часто становится малым, и формула упрощается до функции Гомпертца. Распределение было получено и опубликовано актуарием и математиком Бенджамином Гомпертцем в 1825 году.
Согласно закону Гомпертца — Мейкхама, вероятность смерти за фиксированный короткий промежуток времени после достижения возраста x составляет:
{\displaystyle p=a+b\exp(cx)},
где x — возраст, а p — относительная вероятность смерти за определённый промежуток времени, a, b и c — коэффициенты. Таким образом, размер популяции снижается с возрастом по формуле https://vipetroff.livejournal.com/5703.html:
{\displaystyle s(x)=\exp[-ax-{\frac {b}{c}}(\exp(cx)-1)]}.
Закон смертности Гомпертца — Мейкхама наилучшим образом описывает динамику смертности человека в диапазоне возраста 30—80 лет. В области большего возраста смертность не возрастает так быстро, как предусматривается этим законом смертности.
Уменьшение смертности человека до 1950-х годов было в большей мере вызвано уменьшением независимого от возраста компонента закона смертности (членом или параметром Мейкхама), тогда как зависимый от возраста компонент (функция Гомпертца) почти не изменялся. После 1950-х годов возник новый тренд, приведший к снижению смертности в позднем возрасте и так называемой «де-ректангуляризации» (сглаживанию) кривой выживания.

В терминах теории надёжности закон смертности Гомпертца — Мейкхама представляет собой закон неудач, где норма риска — комбинация независимых от возраста неудач и неудач, связанных со старением, с экспоненциальным увеличением в норме этих неудач.
Закон Гомпертца является частным случаем распределения Фишера — Типпетта для негативного возраста.